# Noah Webster
Noah Webster, Jr. , ameriški leksikograf, pisatelj in urednik * 16. oktober 1758, West Hartford, Connecticut, Britanska Severna Amerika, danes ZDA † 28. maj 1843, New Haven, Connecticut, ZDA.
Webster je bil ameriški leksikograf, urednik, pisec in začetnik pisanja učbenikov za šole. Z izdelavo svojih priročnikov je veliko prispeval k ločitvi izobrazbe od vere. Njegov priimek se danes pogosto povezuje s slovarji, saj je bil prvi ameriški pisec slovarjev, katerega tradicija še danes živi v slovarjih založbe Merriam-Webster. 
Bil je tudi eden izmed Ustanovnih očetov Združenih držav Amerike. 

## Življenje in delo
Noah Webster se je rodil v West Hartfordu, v zvezni državi Connecticut, v uveljavljeni družini, očetu Noahu Websterju, Sr.(1722 – 1813), ki je bil potomec connecticutskega guvernerja Johna Websterja, in materi Mercy (rojeni Steele; 1727 – 1794), ki je bila potomka Williama Bradforda, guvernerja kolonije Plymouth.
Webster je začel obiskovati osnovno šolo pri šestih letih, kjer je doživel več negativnih izkušenj z učitelji in jih kasneje opisal kot “izmečke družbe”. Motilo ga je to, da je večina pouka versko obarvana, vse skupaj pa ga je motiviralo, da se je trudil za kvalitetnejše izobraževanje otrok. 
Malo pred svojim 16. rojstnim dnem se je vpisal na Yale, kjer je bil njegov študij občasno moten zaradi ameriške državljanske vojne. Študij je zaključil leta 1778, nato je za kratek čas učil na šoli v Glastonburyu, kjer je videl, da so pogoji za delo slabi in plače nizke in se v želji po spremembah vpisal na študij prava. Ko je leta 1781 zaključil študij prava, je imel probleme pri iskanju zaposlitve kot pravnik, saj se je še vedno odvijala državljanska vojna. Zato je na Yaleu opravil magisterij in nato odprl privatno šolo, ki je bila velik uspeh, ampak jo je kmalu zaprl in se preselil, najverjetneje zaradi nesreče v ljubezni. 
V prihodnjih letih se je posvetil pisanju literature, nato je bil precej uspešen pri pisanju člankov za ameriški časopis. Potem je ustanovil novo privatno šolo v New Yorku, primerno predvsem za premožnejše družine. Do leta 1785 je napisal abecednik, slovnico in učbenik za osnovne šole. Denar, ki ga je zaslužil s prodajo teh priročnikov, mu je omogočil, da je naslednja leta posvetil izdelavi svojega slavnega slovarja.

## Slovar
Leta 1806 je Webster izdal svoj prvi slovar, imenovan A Compendious Dictionary of the English Language. Že naslednje leto je začel z izdelavo novega, obširnejšega in izčrpnejšega slovarja, imenovanega An American Dictionary of the English Language, za katerega je potreboval 26 let, da ga je dokončal. Da je lahko razumel izvor besed, se je Webster naučil vsega skupaj 28 jezikov, med njimi tudi: staro angleščino (anglosaščino), gotščino, grščino, latinščino, italijanščino, španščino, francoščino, nizozemščino, valižanščino, ruščino, hebrejščino, aramejščino, perzijščino, arabščino ter sanskrt. Webster je želel standardizirati ameriško govorico, saj so takrat Američani na različnih koncih države govorili različno, prav tako so črkovali, izgovarjali in uporabljali angleške besede na drugačne načine.
Svoj novi slovar je izdal leta 1828, v svojem 70. letu starosti. Slovar je vseboval 70 000 besed, med katerimi se jih 12 000 še nikoli ni pojavilo v katerem izmed prej objavljenih slovarjev. Prizadeval si je, da so se besede črkovale čim bolj podobno njihovi izgovarjavi. Dodal je tudi nekatere ameriške besede, npr. “skunk”, ki se niso pojavljale v britanskih slovarjih.
Čeprav ima dandanes njegov slovar pomembno mesto v zgodovini ameriške angleščine, se je takrat slabo prodajal — prodalo se je namreč samo 2500 izvodov. Webster je bil prisiljen dati svoj dom pod hipoteko, da je lahko kasneje izdelal drugo izdajo slovarja. Od takrat naprej je stalno živel v dolgovih.
Druga izdaja slovarja je izšla leta 1840 v dveh delih. Tri leta pozneje, nekaj dni za tem, ko je zaključil dodatek k drugi izdaji slovarja, je Webster v 84. letu starosti umrl.